# Possagno
Possagno település Olaszországban, Veneto régióban, Treviso megyében. Lakosainak száma 2245 fő (2023. január 1.). Possagno Alano di Piave, Castelcucco, Cavaso del Tomba és Pieve del Grappa községekkel határos.

## Népesség
A település népességének változása:

| 2018 | 2 181 |
| 2023 | 2 245 |